# COA3
COA3 (англ. Cytochrome c oxidase assembly factor 3) — білок, який кодується однойменним геном, розташованим у людей на довгому плечі 17-ї хромосоми. Довжина поліпептидного ланцюга білка становить 106 амінокислот, а молекулярна маса — 11 731.
| 10         |  | 20         |  | 30         |  | 40         |  | 50         |
| ---------- |  | ---------- |  | ---------- |  | ---------- |  | ---------- |
| MASSGAGDPL |  | DSKRGEAPFA |  | QRIDPTREKL |  | TPEQLHSMRQ |  | AELAQWQKVL |
| PRRRTRNIVT |  | GLGIGALVLA |  | IYGYTFYSIS |  | QERFLDELED |  | EAKAARARAL |
| ARASGS     |  |            |  |            |  |            |  |            |

A: Аланін

D: Аспарагінова кислота

E: Глутамінова кислота

F: Фенілаланін

G: Гліцин

H: Гістидин

I: Ізолейцин

K: Лізин

L: Лейцин

M: Метіонін

N: Аспарагін

P: Пролін

Q: Глутамін

R: Аргінін

S: Серин

T: Треонін

V: Валін

W: Триптофан

Задіяний у такому біологічному процесі, як ацетилювання.
Локалізований у мембрані, мітохондрії, внутрішній мембрані мітохондрії.